# Üregi bagoly
Az üregi bagoly (Athene cunicularia) a madarak (Aves) osztályának bagolyalakúak (Strigiformes) rendjébe, ezen belül a bagolyfélék (Strigidae) családjába tartozó faj.
Egyes rendszerek a Speotyto nembe sorolják Speotyto cunicularia néven.

## Előfordulása
Az üregi bagoly Észak- és Dél-Amerika nyílt, száraz területein él. Az északi területeken élők télen délebbre vonulnak.

## Alfajai
- †antiguai üregi bagoly (Athene cunicularia amaura) (Lawrence, 1878) – (kihalt 1905-ben) – Antigua, Saint Kitts és Nevis szigeteken élt.
- venezuelai üregi bagoly (Athene cunicularia apurensis) (Gilliard, 1940) – Venezuela északnyugati része. (Lehet, hogy a A. c. brachyptera alfaj szinonímneve csak)
- arubai üregi bagoly (Athene cunicularia arubensis) (Cory, 1915) – Aruba.
- bolíviai üregi bagoly (Athene cunicularia boliviana) (L. Kelso, 1939) – Bolívia.
- margarita-szigeti üregi bagoly (Athene cunicularia brachyptera) (Richmond, 1896) – Margarita sziget, Venezuela partjai mentén.
- kelet-kolumbiai üregi bagoly (Athene cunicularia carrikeri) (Stone, 1922) – Kelet-Kolumbia. (Lehet, hogy a A. c. tolimae alfaj szinonímneve csak)
- déli üregi bagoly (Athene cunicularia cunicularia) (Molina, 1782) – Bolívia déli részétől és Dél-Brazíliától délre egészen a Tűzföldig.
- floridai üregi bagoly (Athene cunicularia floridana) (Ridgway, 1874)- Florida és a Bahama-szigetek.
- brazíliai üregi bagoly (Athene cunicularia grallaria (Temminck, 1822) – Brazília középső és keleti része.
- †Guadeloupe-i üregi bagoly (Athene cunicularia guadeloupensis) (Ridgway, 1874) – (kihalt 1890-ben) – Guadeloupe és Marie-Galante szigeteken élt.
- kubai üregi bagoly (Athene cunicularia guantanamensis) (Garrido, 2001) – Kuba és a Juventud-sziget.
- északi üregi bagoly (Athene cunicularia hypugaea) (Bonaparte, 1825) – Dél-Kanadától délre egészen Közép-Amerikáig.
- nyugat-perui üregi bagoly (Athene cunicularia intermedia) (Cory, 1915) – Nyugat-Peru. (Lehet, hogy a A. c. nanodes szinonímneve csak)
- dél-andoki üregi bagoly (Athene cunicularia juninensis) (Berlepsch & Stolzmann, 1902) – Andok Peru középső részétől délre Északnyugat-Argentínáig.
- guyanai üregi bagoly (Athene cunicularia minor) (Cory, 1918) – Dél-Guyana és Roraima állam Brazíliában.
- délnyugat-perui üregi bagoly (Athene cunicularia nanodes) (Berlepsch & Stolzmann, 1892) – Peru délnyugati része.
- corrientesi üregi bagoly (Athene cunicularia partridgei) (Olrog, 1976) – Corrientes tartomány, Argentína. (Lehet, hogy a A. c. cuniculariaalfaj szinonímneve csak)
- nyugat-ecuadori üregi bagoly (Athene cunicularia pichinchae) (Boetticher, 1929) – Nyugat-Ecuador.
- punai üregi bagoly (Athene cunicularia punensis) (Chapman, 1914) -Ecuador és Peru (Lehet, hogy az A. c. juninensis) alfaj szinonímneve csak)
- Revillagigedo-i üregi bagoly (Athene cunicularia rostrata) (C. H. Townsend, 1890) – Isla Clarión, a Revillagigedo-szigetek közül.
- nyugat-kolumbiai üregi bagoly (Athene cunicularia tolimae) (Stone, 1899) – Nyugat-Kolumbia.
- hispaniolai üregi bagoly (Athene cunicularia troglodytes) (Wetmore & Swales, 1886) – Hispaniola, Gonâve sziget és Beata-sziget.

## Megjelenése
Testhossza 19–25 centiméter, szárnyfesztávolsága 54–58 centiméter, testtömege pedig 140–240 gramm. A bagoly háta barna, arca fehéres, és a homlokán fehér csíkok és pettyek vannak. Hasa krémszínű, nyaka sötétbarna. A hím és a tojó tollazatának színe megegyezik, ám e szín területenként változik. A félsivatagokban élő madarak tollazata világos homokszínű. A kerek fejen hegyes, rövid, erős csőr ül, amivel mindenekelőtt zsákmányát öli meg a madár. Nagy, sárga, egyenesen előre néző szeme nagyon jó látást biztosít a vadászathoz. Lába nagyon hosszú, és rövid, szőrszerű tollak borítják. Könnyed futást és ásást tesz lehetővé. A fiókák tollazata szürke és bolyhos.

## Életmódja
Elsősorban nappal aktív, de többnyire hajnalban és alkonyatkor vadászik. Folyamatosan párjával él együtt. Tápláléka rovarok, kis emlősök, hüllők és skorpiók. A fiókák még mielőtt megtanulnak repülni, elhagyják a fészket, de eleinte az üreg közelében maradnak.

## Szaporodása
A madarak ivarérettségüket egyévesen érik el. A költési időszak tavaszkor van. A fészket egy prérikutya elhagyott kamrájában alakítják ki, vagy ásnak egyet maguknak. Kis kolóniákban fészkel, körülbelül 12 pár költ egy revírterületen. Egy fészekaljban 6-9 kerek, fehéren csillogó tojás van, a számuk a táplálékkínálattól függ. Mindkét szülő 28-29 napig kotlik.

## Képek

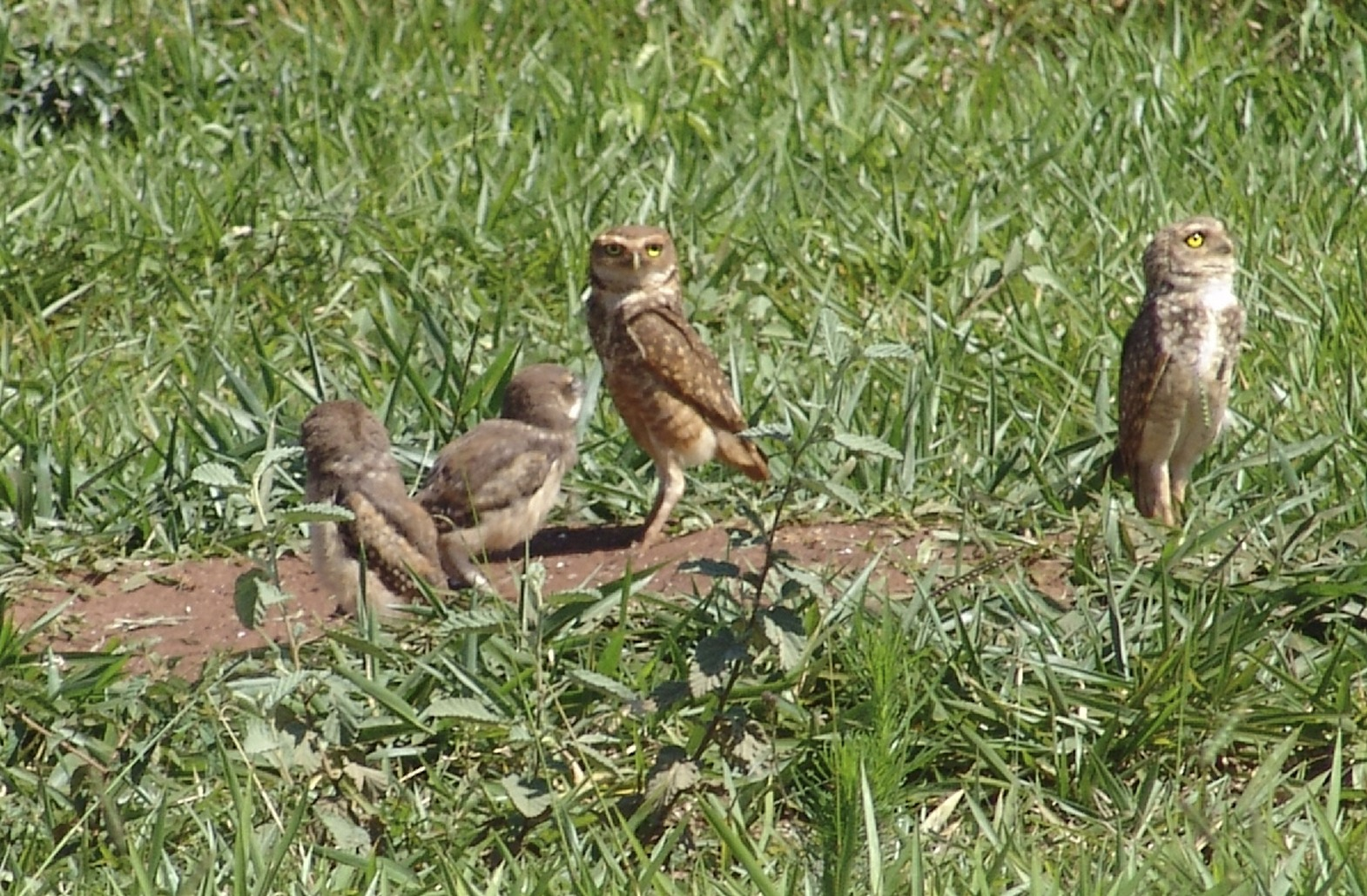
A család az üregük előtt
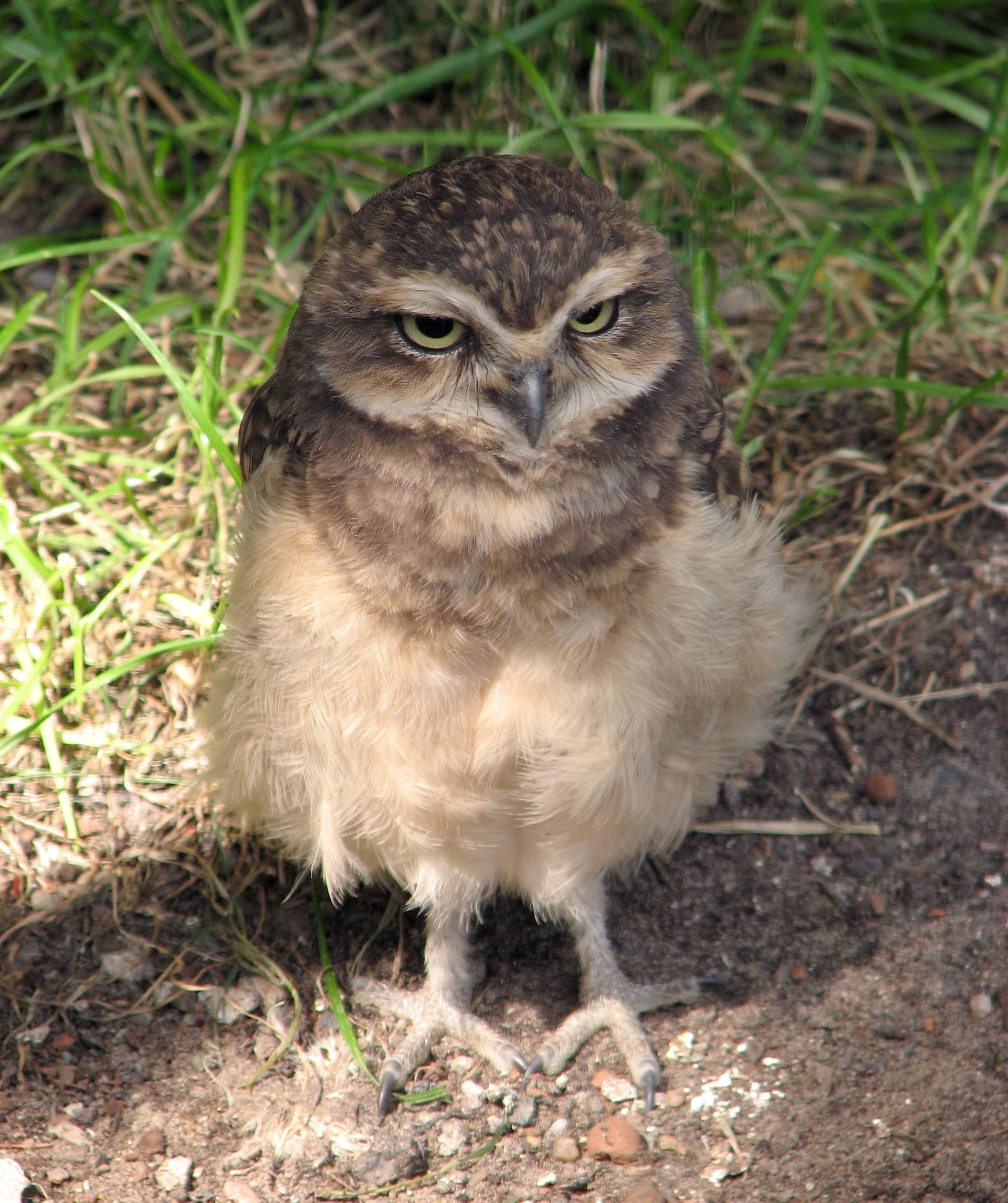
Fiatal
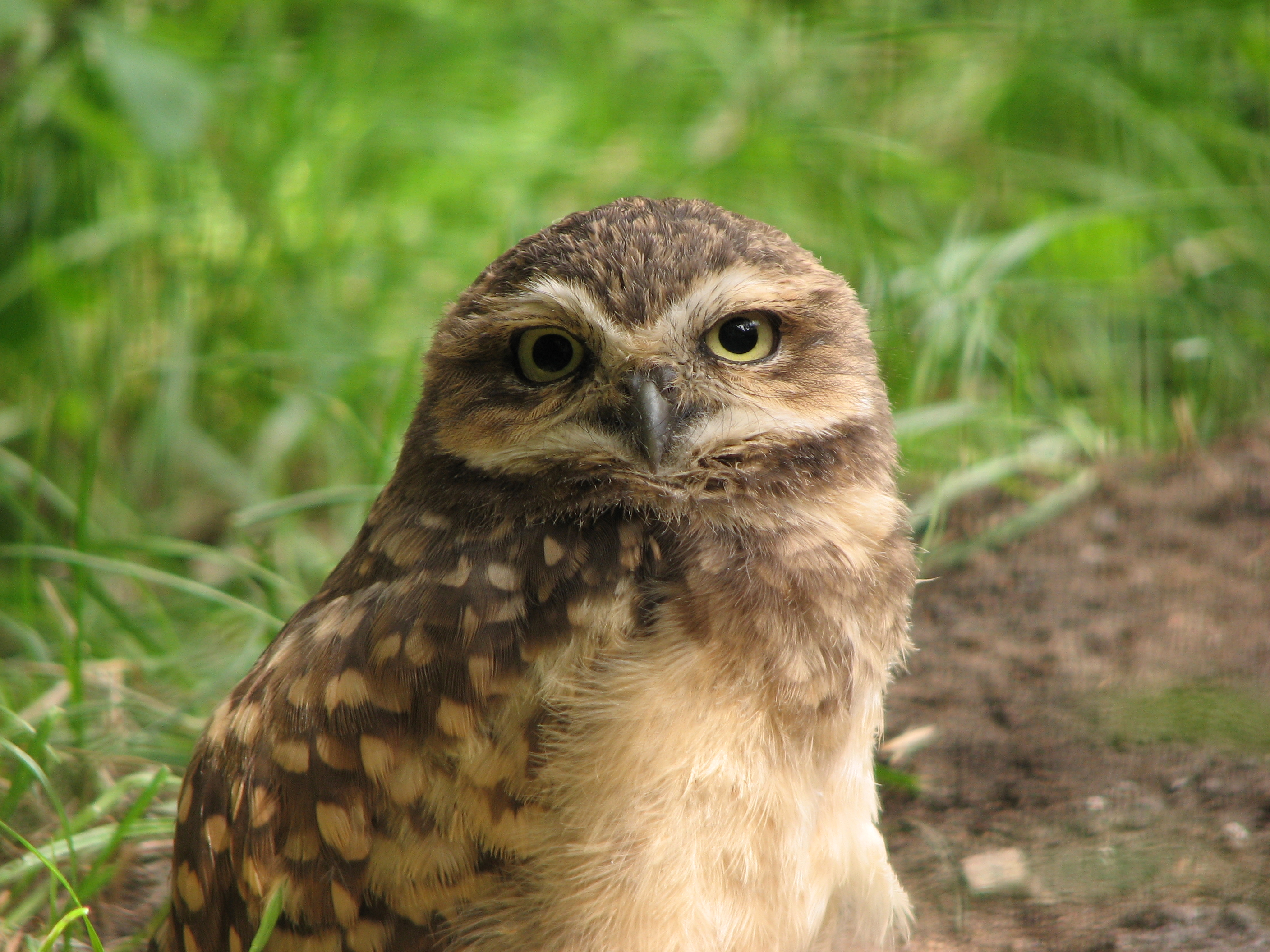
példányok